# トリピーッリャ
トリピーッリャ（ウクライナ語: Трипілля）はウクライナ・キエフ州・オブーヒウ地区の村落（село / セロ）である。キエフ市から南におよそ40kmの位置にあり、人口は2006年の時点で3001人である。なお、かつてはトリポリ（Треполь）という名だった。また現在のロシア語表記（Триполье）からの転写ではトリポリエとなる。

## 概要
年代記における最初の言及は、1093年のキエフ大公スヴャトポルク2世とポロヴェツ族との戦いに関する記述においてである。また、12世紀には同地を領土とする公位が存在した。キエフ・ルーシ時代には土塁に囲まれ、ポロヴェツ族などの遊牧民に対する、キエフを防衛するための前線基地として機能していた。1667年にアンドルソヴォ条約により帝政ロシア領となった。1919年には、トリピーッリャ出身の緑軍指揮官のダヌィーロ・テルプィーロが、ボルシェビキを同地で虐殺している。
村の名はその立地に関係している。トリピーッリャはステューフナ川、クラースナ川、ボブリツァ川の収束する地点にあり、三つの野原（три поля：トリポーリャ）という言葉が由来である。また別の説では、古代ギリシアの居住地があったという推測から、ギリシャ語の三つの街（トリポリス）が由来だという。
また、村の名を冠した特筆的な事象としてはトリポリエ文化が挙げられる。1897年、考古学者ヴィケンティー・フヴォイカ(en)は発見した銅器時代の遺物を考古学会に発表し、トリポリエ文化と名付けた。この文化は後にククテニ文化と同一のものとみなされ、ククテニ・トリピリャ文化とも呼ばれている。